# Maddalena Casulana

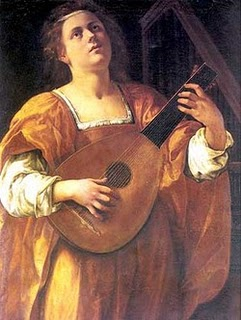
Maddalena Casulana

Maddalena Casulana (c. 1544 – c. 1590) was een Italiaanse renaissance-componiste, zangeres en luitspeelster. Ze is een van de oudst bekende vrouwelijke componisten en de eerste vrouwelijke componist uit de westerse muziekgeschiedenis van wie muziek gepubliceerd en gedrukt werd. In Bergamo is de Via Maddalena Casulana naar haar genoemd.

## Leven en werk
Uit haar achternaam kunnen we afleiden dat Casulana Maddalena waarschijnlijk geboren is in Casole d'Elsa bij Siena. Haar muziekeducatie kreeg ze in Firenze. Over haar leven is zeer weinig bekend. De beschikbare informatie is afkomstig uit toewijdingen bij haar composities die ze opdroeg aan in haar tijd levende personen en uit geschriften over haar madrigaalcollecties.
Casulana was bevriend met de Toscaanse prinses Isabella de' Medici, zus van Francesco de' Medici en dochter van Cosimo I de' Medici, de eerste groothertog van Toscane, en wijdde een deel van haar muziek toe aan haar. Uit haar dedicaties kunnen we afleiden dat Casulana Verona, Milaan en Firenze heeft bezocht. Gezien de vele geschriften die we kennen over haar werk moet ze ook in Venetië actief geweest zijn. In de jaren 1570 maakte ze ook minstens één reis naar het Franse hof.
Haar eerste composities, vier madrigalen, geschreven te Firenze, dateren uit 1566. Ze maken deel uit van de collectie Il Desiderio. Twee jaar later publiceerde Casulana haar eerste eigen madrigaalboek: Il primo libro di madrigali. Deze eerste bundel van door een vrouw gecomponeerde muziek die ooit gedrukt en gepubliceerd werd in de westerse muziekgeschiedenis bevat vierstemmige madrigalen en is in Venetië uitgegeven. In 1570, 1583 en 1586 publiceerde Casulana opnieuw madrigaalboeken, telkens in Venetië. Rond deze periode trouwde ze met een man die Mezari heette, maar er is niets bekend over hem, noch over de woonplaats van het echtpaar.

## Muziekstijl
Casulana's muziek gebruikt contrapunt en chromatiek in een wijze die gelijkaardig is aan het vroege werk van Luca Marenzio (1553 of 1554-1599), een Italiaanse componist en zanger uit de late Renaissance, alsook aan de madrigalen van Philippus de Monte. Haar werk vermijdt echter de extreem experimentele stijl die componisten uit Ferrara, zoals Luzzasco Luzzaschi en Carlo Gesualdo, hanteerden. Haar melodische lijnen zijn zangerig van aard en wijden veel aandacht aan de betekenis van de gebruikte tekst. Casulana had een voorkeur voor dramatische dialogen in haar polyfone vocale werken. Dit is bijvoorbeeld te zien in haar madrigaal Morte - Che vôi - Te Chiamo?, waarin ze wisselt tussen verschillende stemmen om zo de vragen en antwoorden uit de tekst te benadrukken.
Haar tijdgenoten, waaronder Philippus de Monte, hadden groot respect voor haar. Het feit dat Orlandus Lassus een werk van haar dirigeerde tijdens de voltrekking van een huwelijk in Beieren, suggereert dat ook hij onder de indruk van haar oeuvre was. Vandaag de dag overleven in totaal 66 madrigalen van Casulana's hand. Zo wordt Morir non può il mio cuore door een aantal muziekgezelschappen herhaaldelijk uitgevoerd, onder andere in de Verenigde Staten.
De Stichting Muziekgezelschappen Bemmel (SMB) is opgericht in 2008, met als doel de bevordering van het muzikale leven in Bemmel. De naam van een van de negen muziekgezelschappen die als partner deel uitmaken van de SMB en zijn ondergebracht in de TheaterKerk Bemmel is Oudemuziek ensemble Casulana. Dit is een Nederlands orkest, bestaand uit amateurs, dat in die kerk en in de regio ervan optreedt met o.a. renaissance- en barokmuziek.

## Discografie
- Bonds, Mark Evan. A History of Music in Western Culture. Vol. 1. Pearson/Prentice Hall, 2014, 6 CD's. Uitgegeven in 2010.
- Briscoe, James R., comp. New Historical Anthology of Music by Women. Indiana University Press, 2004, 3 CD's met bijhorende partituren. Uitgegeven in 1991.
- I canti di Euterpe, sec. XVI. Ensemble Laus contentus. Opgenomen in 1998. La bottega discantica, Discantica 37, 1998, CD.
- English and Italian Renaissance Madrigals. Virgin 7243 5 61671 2 4, 1999, 2 CD's. Uitgegeven in 1987.
- Frauensaiten: die weibliche Seite der Musik. The Hilliard Ensemble, et al. EMI Electrola 7243 4 78380 2 6, 1997, CD. Uitgegeven als LP in 1955.
- Full Well She Sang: Women’s Music from the Middle Ages & Renaissance. Marquis MAR 81445, 2013, CD. Uitgegeven in 1991.
- Italian Renaissance Madrigals. EMI Classics CDC 7 54435 2, 1992, compact disc.
- Understanding Music: Student’s Compact Disc Collection. Sony Music Special Products A3 24952, 1996, 3 CD's.
- Verklingend und ewig: Raritäten aus der Herzog August Bibliothek Wolfenbüttel. Capella Augusta Guelferbytana, Mädchenchor Hannover (Gudrun Schröfel, cond.) ; Knabenchor Hannover (Jörg Breiding, cond.). Opgenomen in 2011. Rondeau ROP6054, 2011, CD.